# Pró-catedral Nossa Senhora da Graça (Praia)
A Pró-catedral Nossa Senhora da Graça também chamada Catedral Nossa Senhora da Graça é o nome de uma igreja que se encontra situado na praça Alexandre Albuquerque, na cidade de Praia, na Ilha de Santiago, em Cabo Verde.
O atual templo foi aberto em 15 de agosto de 1902, embora a paróquia tenha mais de 400 anos. Segue o rito romano ou latino e funciona como a sé da Diocese de Santiago de Cabo Verde.
O Papa João Paulo II a visitou em 25 de janeiro de 1990.